# Dzwonek boloński
Dzwonek boloński (Campanula bononiensis L.) – gatunek rośliny należący do rodziny dzwonkowatych. 

## Rozmieszczenie geograficzne
Rośnie dziko w Azji Zachodniej i Środkowej, na Kaukazie i Syberii oraz na większej części Europy (bez Skandynawii, Wysp Brytyjskich, Hiszpanii, Portugalii, Islandii). W Polsce gatunek rodzimy. Występuje głównie w pasie wyżyn oraz w Wielkopolsce, na Wysoczyźnie Siedleckiej, w dolinie Bugu i dolnej Odry. Nie występuje w górach.

## Morfologia

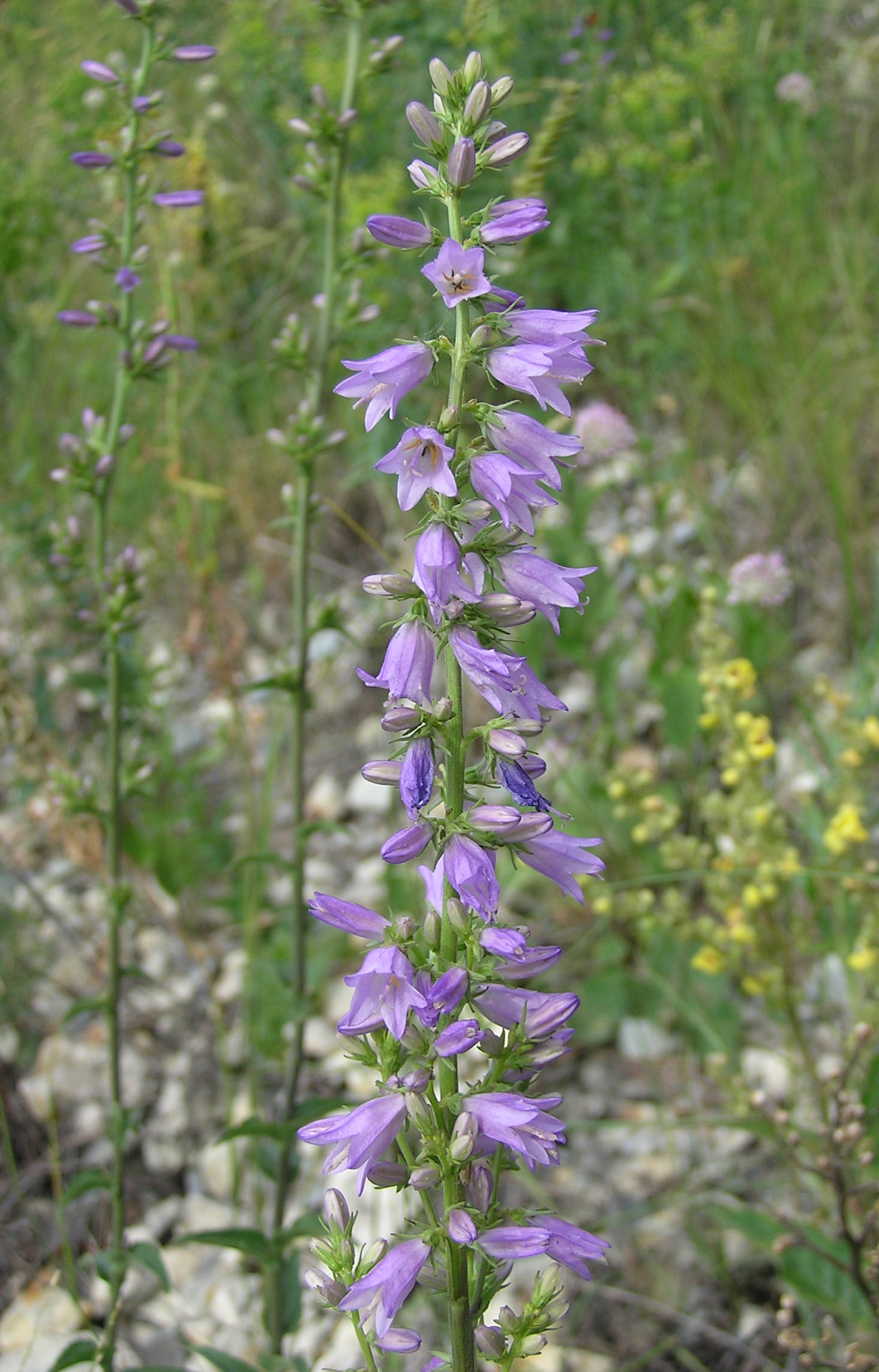
Kwiatostan

PokrójRoślina zielna do 50 cm wysokości.
ŁodygaSztywna, słabo bruzdkowana, dołem obła, wyżej nieco kanciasta. Kutnerowato owłosiona. Ulistniona gęsto, skrętolegle.
LiścieNa spodniej stronie gęściej owłosione, szarozielone. Liście odziomkowe i dolne łodygowe z oskrzydlonymi ogonkami oraz blaszką jajowatą, w nasadzie uciętą, zaokrągloną lub sercowatą. Brzeg blaszki karbowanopiłkowany. Wyższe liście siedzące i nasadą obejmujące łodygę, ku górze łodygi coraz mniejsze i węższe.
KwiatyKwiatostan kłosokształtny, wydłużony, utworzony z licznych kwiatów na krótkich szypułkach, wspartych lancetowatymi przysadkami, zwykle krótszymi od kwiatów. Działek kielicha pięć, lancetowate, nieco odstające od korony. Korona niebieska, stożkowato dzwonkowata, długości 1,5–2,5 cm. Rozcięta co najmniej do 1/3 na pięć ostrych i dość wąskich łatek. Pręcików pięć. Słupek dolny z szyjką o trzech znamionach.
OwocZwieszona torebka otwierająca się trzema dziurkami blisko nasady. Nasiona liczne, drobne.
KorzeńCienki, rozgałęziony.

## Biologia i ekologia
Bylina, hemikryptofit. Kwitnie od czerwca do sierpnia. Siedlisko: suche murawy kserotermiczne, trawiaste zbocza, wzgórza, obrzeża zarośli. W fitosocjologii uznawany za gatunek charakterystyczny dla związku (All.) Cirsio-Brachypodion pinnati oraz All. Geranion-sanguinei. Liczba chromosomów 2n= 34.

## Zagrożenia i ochrona
Umieszczony na polskiej czerwonej liście w kategorii NT (bliski zagrożenia). Regionalnie gatunek zagrożony, np. w województwie opolskim uznany za krytycznie zagrożony. Zanika wskutek degradacji muraw kserotermicznych, której efektem jest sukcesja w miejscu bogatych florystycznie muraw roślinności krzewiastej lub ekspansywnych bylin.
Od 2004 gatunek w Polsce objęty ścisłą ochroną prawną.